# Rhyacophila unisegmentalis
Rhyacophila unisegmentalis là một loài Trichoptera trong họ Rhyacophilidae. Chúng phân bố ở miền Cổ bắc.